# Gjerrild-skatten
Gjerrild-skatten er et arkæologisk fund fra vikingetiden. Skatten blev fundet i 1986 i den nedpløjede gravhøj Brokhøj (en langdysse) nær Gjerrild Klint på Norddjursland. Den rummede 81 stykker sølv, heraf var 66 mønter eller møntfragmenter. De fleste af mønterne i skatten er arabiske dirhemer, som sandsynligvis er erhvervet på de store handelspladser i Østrusland.